# Ixonanthaceae
Ixonanthaceae Planch. ex Miq. è una famiglia di piante angiosperme dell'ordine Malpighiales.

## Tassonomia
La famiglia comprende i seguenti generi:
- Cyrillopsis Kuhlm.
- Ixonanthes Jack
- Ochthocosmus Benth.
- Phyllocosmus Klotzsch